# Affoltern (Zurigo)
Affoltern (o Affoltern bei Zürich, toponimo tedesco) è un quartiere di Zurigo di 25 902 abitanti, nel distretto 11.

## Storia

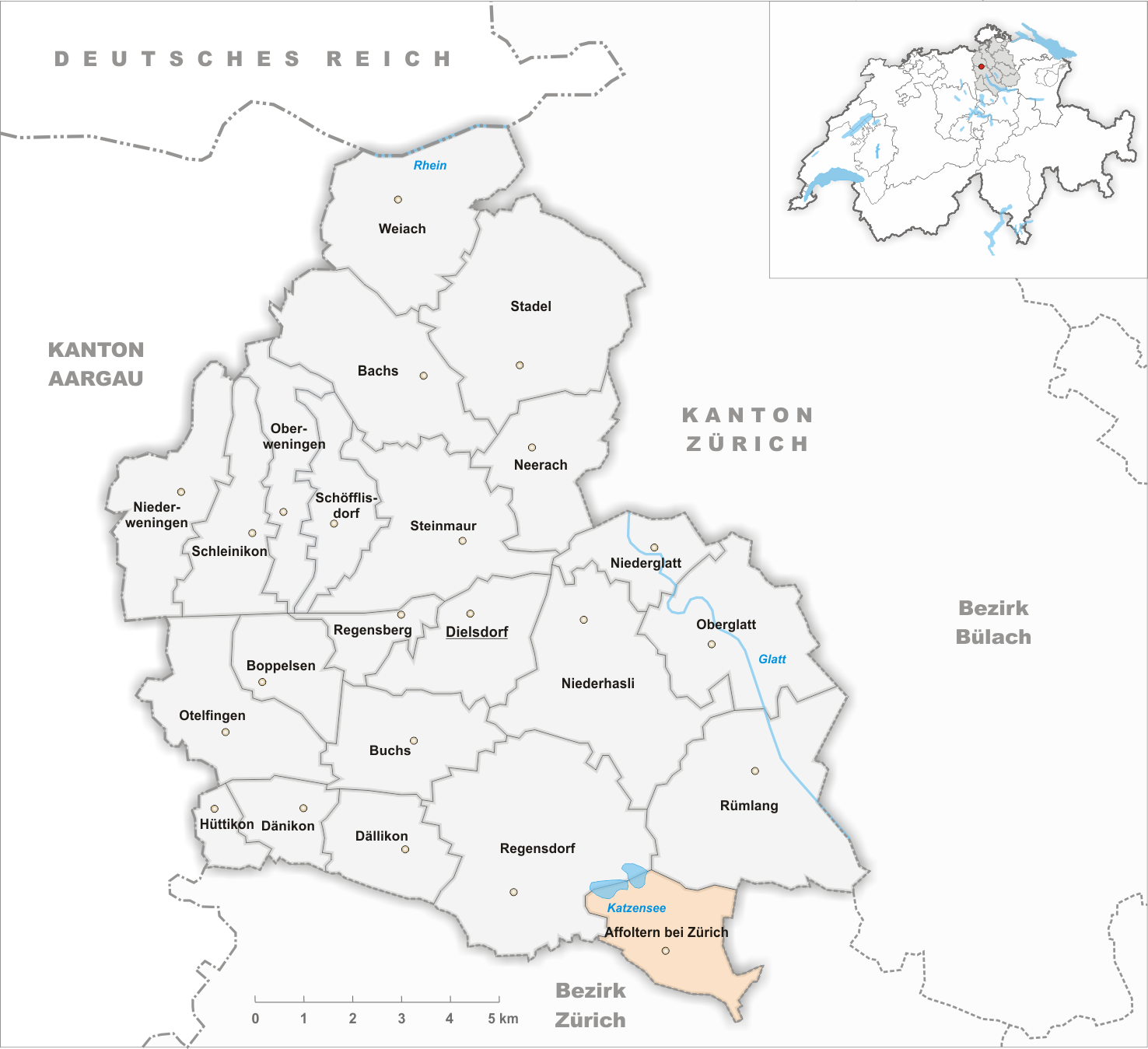
Il territorio del comune di Affoltern prima degli accorpamenti comunali del 1934

Già comune autonomo che comprendeva le frazioni di Ober-Affoltern e Unter-Affoltern, nel 1934 è stato accorpato al comune di Zurigo assieme agli altri comuni soppressi di Albisrieden, Altstetten, Höngg, Oerlikon, Schwamendingen, Seebach e Witikon. Dopo l'incorporazione formò, assieme a Oerlikon, Schwamendingen e Seebach, il distretto 11.

## Monumenti e luoghi d'interesse

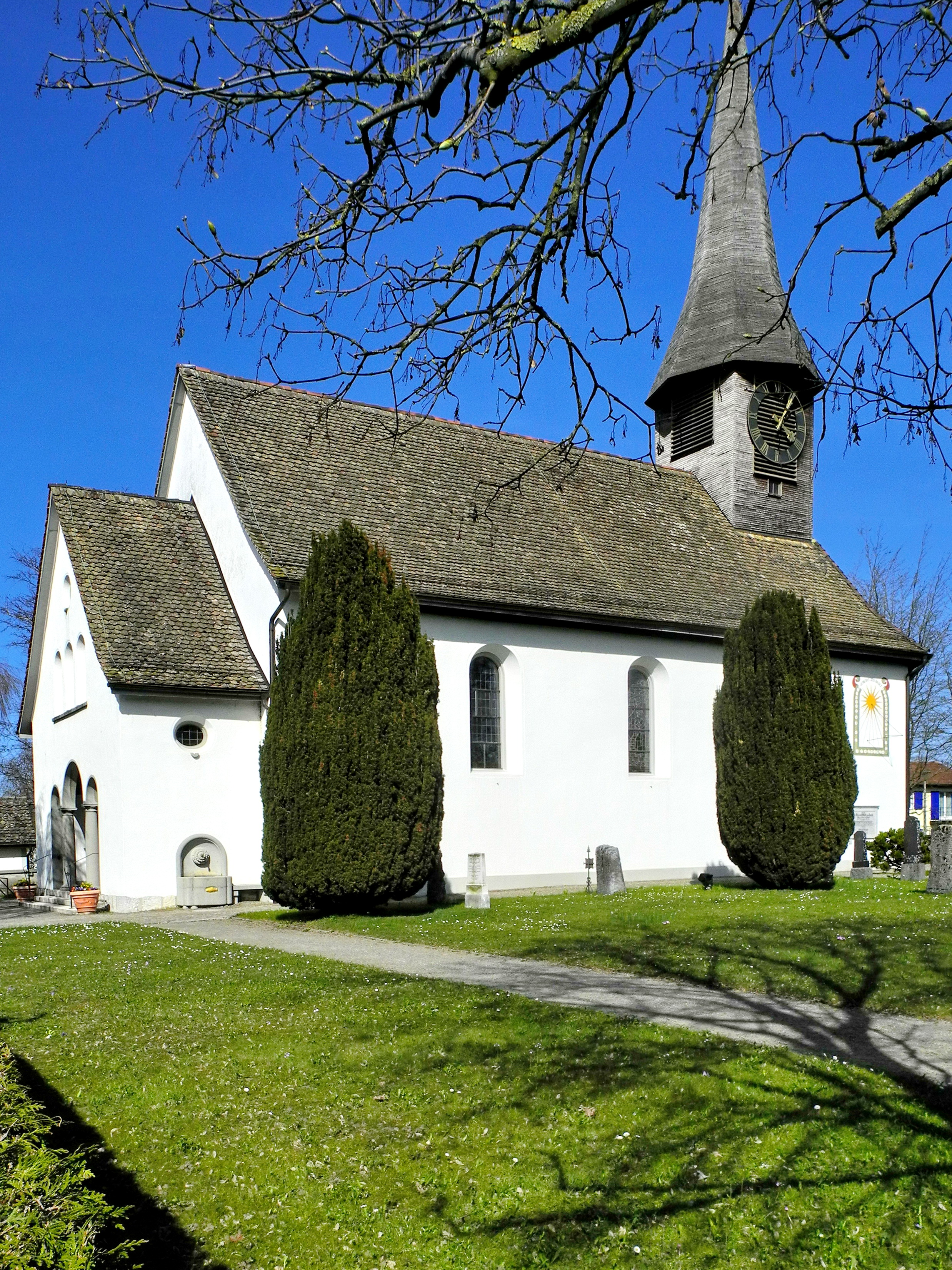
La chiesa riformata

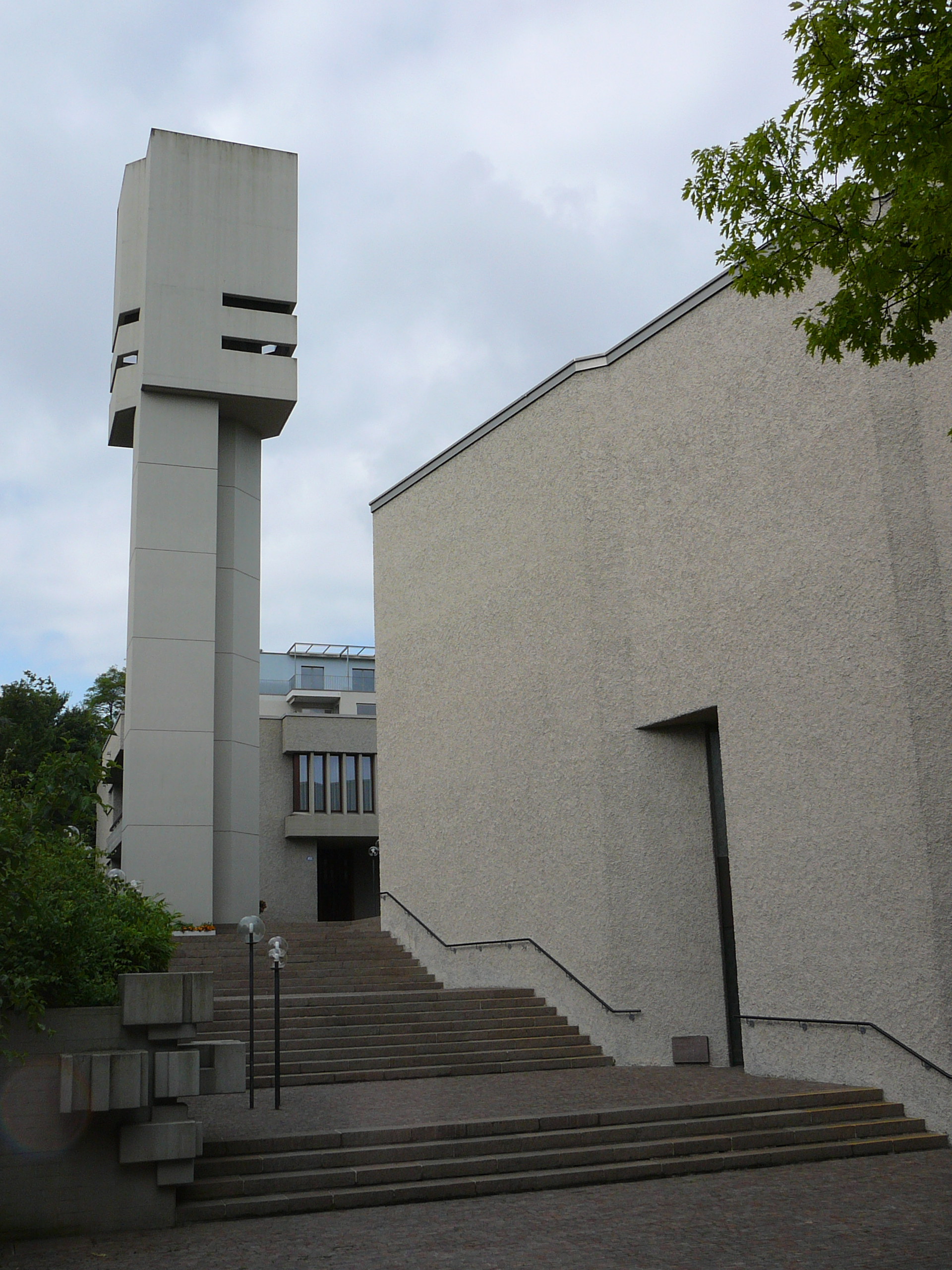
La chiesa di Santa Caterina

- Chiesa riformata, eretta nel 1683[1];
- Chiesa cattolica di Santa Caterina, eretta nel 1928[1].

## Società

### Evoluzione demografica
L'evoluzione demografica è riportata nella seguente tabella:
Abitanti censiti

## Amministrazione
Ogni famiglia originaria del luogo fa parte del cosiddetto comune patriziale e ha la responsabilità della manutenzione di ogni bene ricadente all'interno dei confini del comune.

## Infrastrutture e trasporti
Affoltern è servito dalla stazione di Zurigo Affoltern sulla ferrovia Wettingen-Effretikon.